# Gobabeb

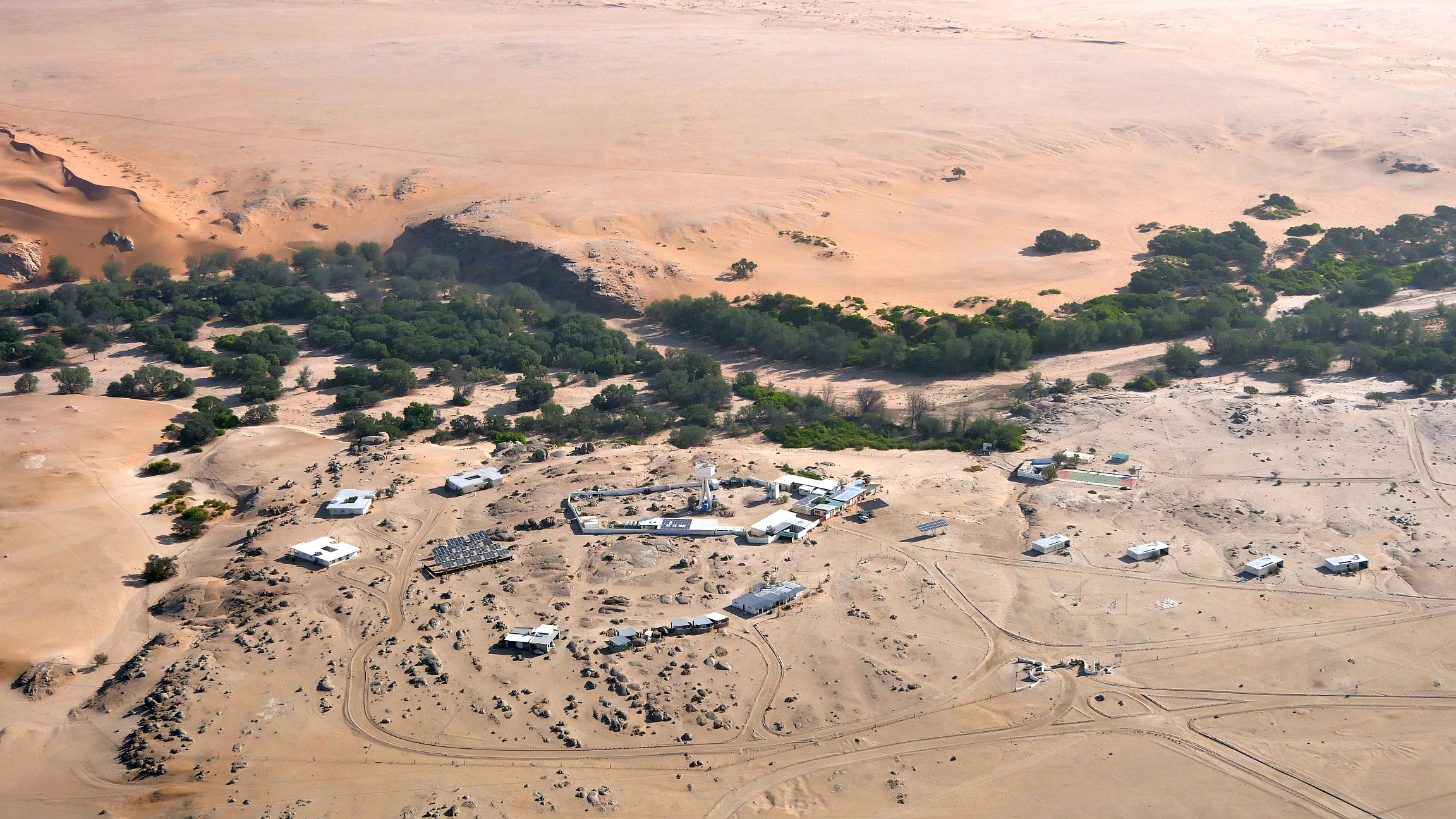
Gobabeb Research Centre am Kuiseb (2019)

Das Gobabeb Namib Research Institute, ehemals Gobabeb Training and Research Centre, ist eine Forschungs- und Ausbildungsstation in Namibia. Sie befindet sich in der Namib, etwa 120 Kilometer südöstlich der Stadt Walvis Bay.
Gobabeb wurde im Jahr 1962 mit dem österreichischen Entomologen Charles Koch als Stationsleiter gegründet. Seit 1998 ist die Station ein Gemeinschaftsunternehmen des Ministry of Environment and Tourism (MET) und der Desert Research Foundation of Namibia (DRFN). Gobabeb führt Forschungsarbeiten in den Bereichen Klima, Ökologie und Geomorphologie durch und fördert die Entwicklung der angepassten Technologien. Darüber hinaus versucht die Station, das öffentliche Umweltbewusstsein und das allgemeine Wissen über durch Kurse unter anderem in Wüstenökologie zu fördern. In der Station leben permanent Forscher, Studenten und Praktikanten, sowie Kurzzeitbesucher wie Touristen und Schul- und Universitätsgruppen. Zusätzlich wird Gobabeb von Filmgruppen, Journalisten, Radiosendern und Künstlern besucht.

## Die Station

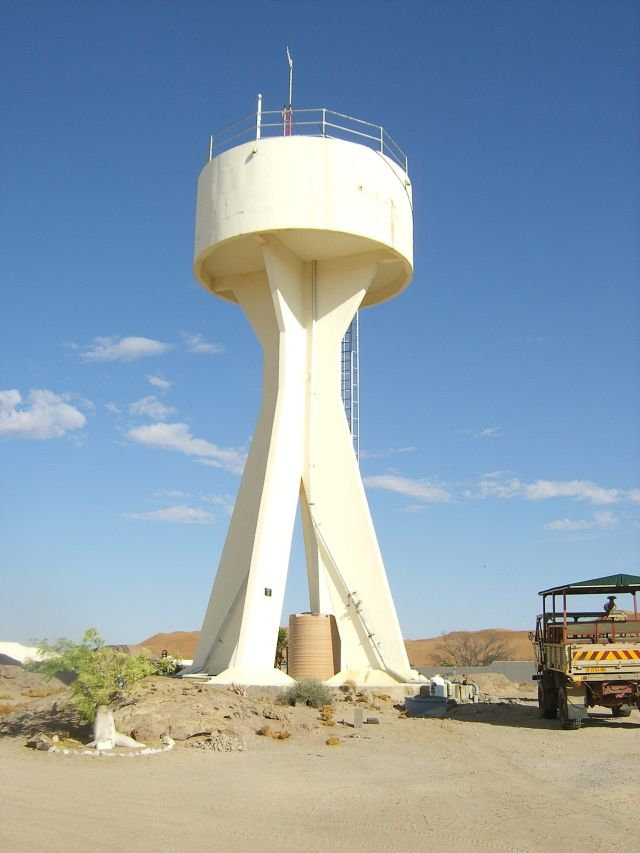
Der ikonische Wasserturm von Gobabeb

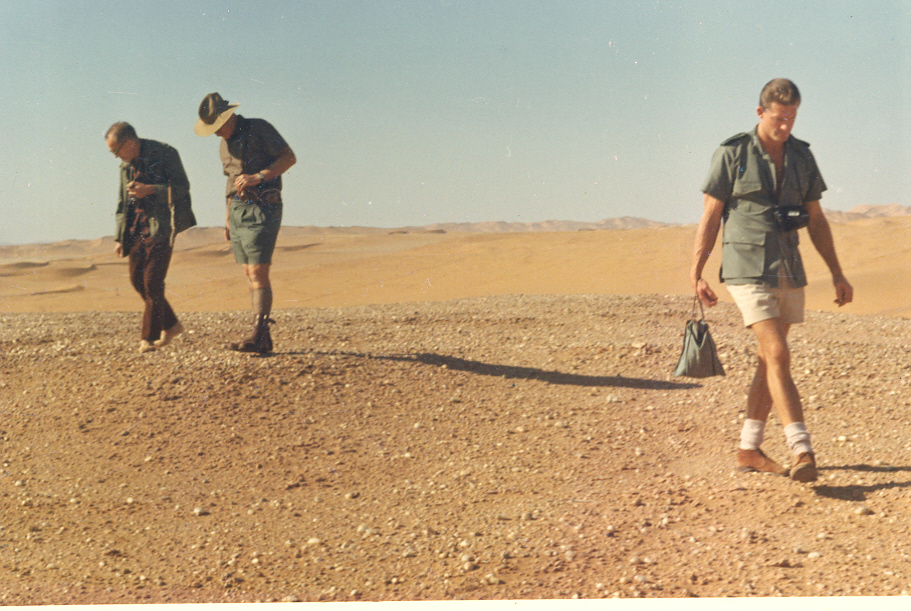
Charles Koch (rechts), Gobabebs erster Stationsleiter, bei Forschungsarbeiten in der Schotterwüste

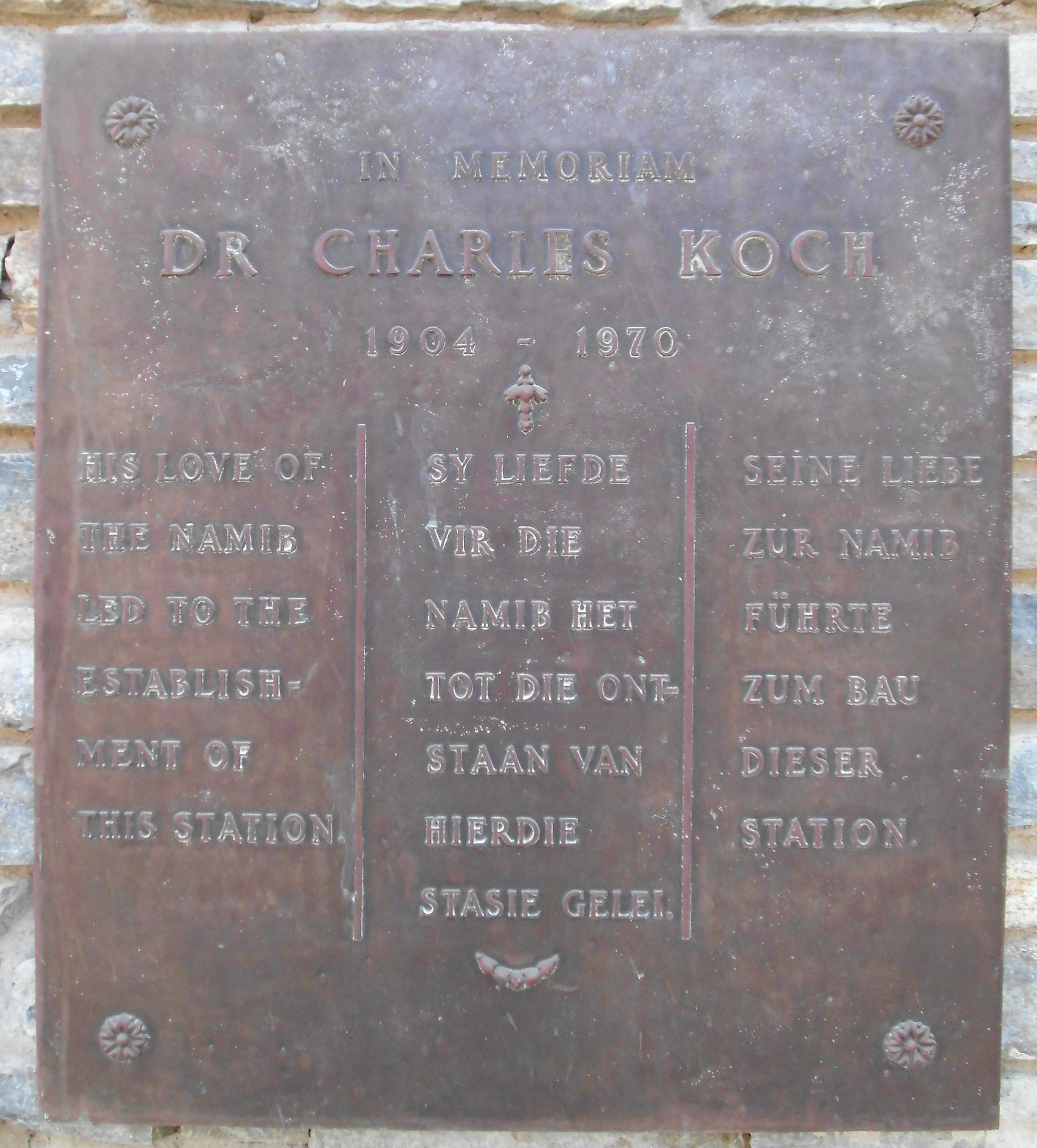
Gedenktafel in der Station zur Erinnerung an Charles Koch

Die Station befindet sich etwa 120 Kilometer südöstlich der Stadt Walvis Bay in Namibias größtem Naturreservat, dem Namib-Naukluft-Park. Gobabeb liegt an einem Treffpunkt des Kuiseb-Fluss, der Sandwüste (erstreckt sich Richtung Süden) und der Schotterwüste (erstreckt sich Richtung Norden). Die Vielfältigkeit der erreichbaren Ökosysteme macht Gobabeb zu einem idealen Forschungsgebiet. Das Klima in der Namib ist hyperarid. In den Sommermonaten, November bis März, liegt die durchschnittliche Niederschlagsmenge bei etwa 25 mm pro Jahr. Im Jahr 2010/2011 wurde eine extreme Regenmenge von 165 mm gemessen.
Die Station besteht aus dem Community-Resource-Centre, einer Bibliothek, mehreren Laboren, einem Büroblock, einer Versammlungshalle, dem markanten Wasserturm, den Häusern der Angestellten und den Unterkünften für die Besucher. Letztere wurden 2015 deutlich ausgebaut und entsprechen nun dem Standard eines Hotels.

## Geschichte
Gobabeb ist eine ehemalige Topnaar-Siedlung namens !Nomabeb, zu Deutsch Platz des Feigenbaums. 1958 unternahm Charles Koch eine Forschungsreise, in der er sich ausgiebig mit den artenreichen Käferpopulationen der Namib beschäftigte. Ein Jahr später entschied sich das südafrikanische Transvaal Museum zur Gründung einer Forschungsstation im damaligen Südwestafrika (heute Namibia genannt). 1962 wurde die Namib Desert Research Station (NDSR) gegründet, mit Charles Koch als erstem Stationsleiter. Die südafrikanische Regierung, die zu dieser Zeit Südwestafrika kontrollierte, unterstützte Gobabeb mit einer 50-jährigen Pacht des Baugrunds und einer jährlichen Förderung von 2.000 Rand.
Ein Jahr später war der Bau der Mitarbeiterhäuser, der Labore, der Büroräume, der Werkstatt und eines kleinen Wasserturms beendet. Die Partnerschaft zwischen Gobabeb und dem südafrikanischen Council of Scientific and Industrial Research (CSIR) führte 1965 zur Gründung der Desert Ecological Research Unit (DERU). Diese Partnerschaft erbrachte der Station 25.000 Rand, die zum Bau zusätzlicher Gebäude genutzt wurden. Im Jahr 1970 starb Gobabebs erster Stationsleiter Koch und die Biologin Mary Seely übernahm seine Position. 1983 hielt Gobabeb seinen ersten Tag der offenen Tür ab. Dieses Ereignis findet seitdem jedes Jahr statt.
1989 wurde der erste Kurs in ökologischen Methoden für namibische Studenten auf Gobabeb gehalten. Mit der Unabhängigkeit Namibias 1990 wurde die DERU zur DRFN, der Desert Research Foundation of Namibia. Der Sitz der neuen Organisation wurde nach Windhoek verlegt, die Forschungseinheit blieb jedoch in Gobabeb bestehen.
Im Mai 1998 wurde das heute bestehende Gobabeb Training and Research Center (GTRC) als Gemeinschaftsunternehmen zwischen dem DRFN und dem Ministry of Environment and Tourism gegründet.
Das deutsche Bundesministerium für wirtschaftliche Zusammenarbeit und Entwicklung (BMZ) unterstützt Gobabeb seit vielen Jahren.
Seit der Gründung des Gemeinschaftsunternehmens agiert die Station als Forschungs-, Trainings- und Ausbildungszentrum für das gesamte südliche Afrika. Wissenschaftler aus aller Welt untersuchen Themen, die unter anderem Wüstenbildung, Wassergewinnung und Anpassung von Tieren und Pflanzen an die Lebensbedingungen der Wüste umfassen.
Im Jahr 2002, nach 32 Jahren Stationsleitung, gab Mary Seely ihre Position an Joh Henschel ab. Der neue Stationsleiter veranlasste den Bau mehrerer Gästeunterkünfte und des Community-Resource-Centre von Gobabeb.
In den Jahren 2002 bis 2004 wurde das Energiesystem von Gobabeb im Rahmen des Demonstration Project at Gobabeb of Renewable Energy and Energy Efficiency (DeGREEE) nach dem Prinzipien der angepassten Energien überholt. Im Mai 2005 wurde das Gobabeb Training and Research Center von Premierminister Nahas Angula eingeweiht.
Im März 2011 trat Joh Henschel von seiner Position als Stationsleiter zurück. Die sich anschließende Übergangsperiode wurde von einem Managementkomitee und einem zeitweisen Aufseher auf der Station beaufsichtigt.

## Forschung
Das Hauptziel der Forschungsarbeit auf Gobabeb ist, das Wissen über aride Ökosysteme und besonders deren Vielfältigkeit zu erweitern und dieses an Spezialisten und Entscheidungstreffer im südlichen Afrika und der Welt weiterzugeben. Die Erforschung der Organismen der Namib sowie die Erforschung der Ökologie der Wüsten im südlichen Afrika fanden hauptsächlich in Gobabeb statt. Gobabeb wird jährlich von mehr als 100 Wissenschaftlern zu Forschungszwecken besucht und so wurden in den letzten 50 Jahren mehr als 1900 Veröffentlichungen erarbeitet. Dank der Forschungsarbeiten auf Gobabeb wurde das weltweite Wissen über Wüstentiere und -pflanzen und deren Anpassung an die extremen Konditionen erweitert.

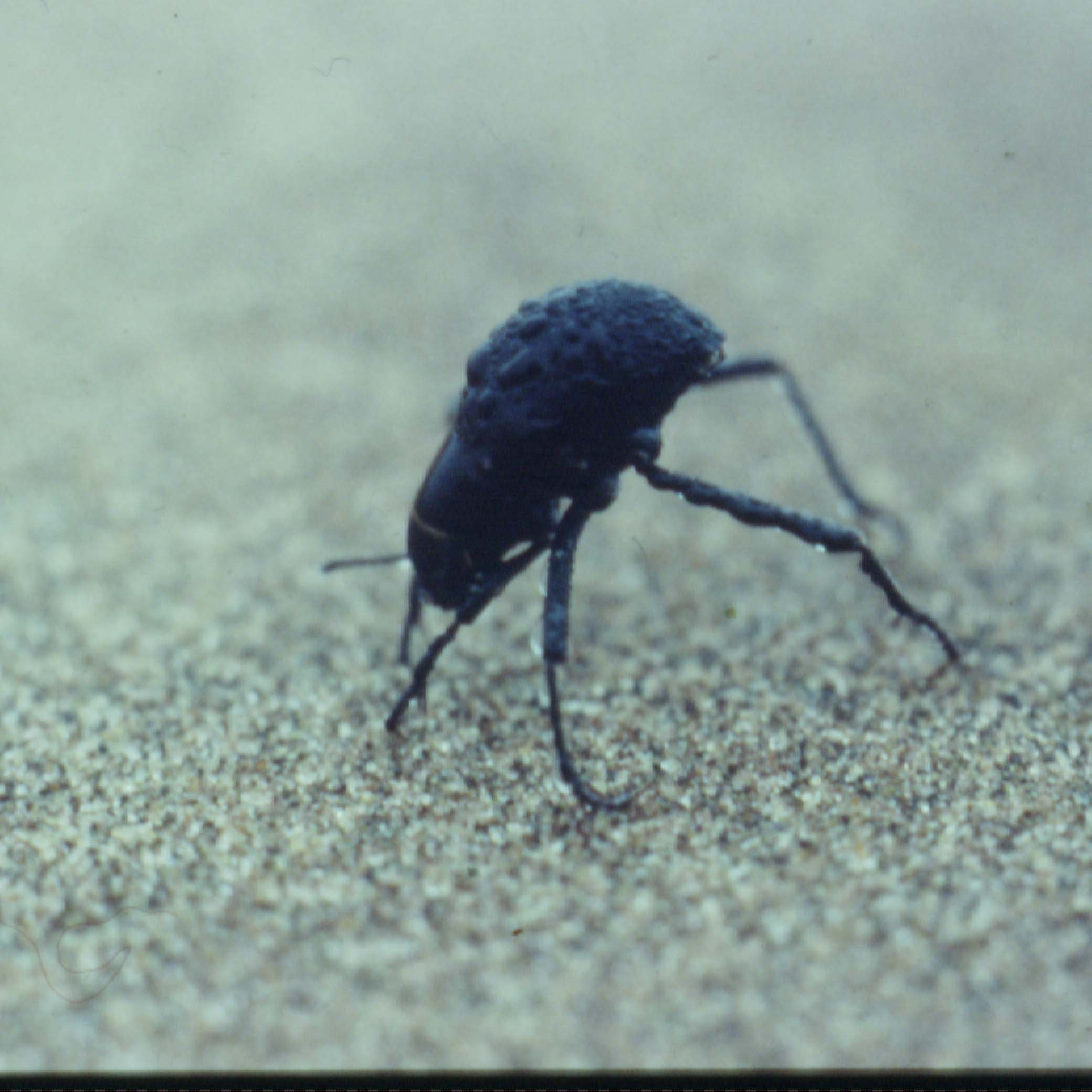
Eine der größten Entdeckungen von Gobabeb: der Käfer Onymacris unguicularis

In Gobabeb wird Forschung in folgenden Bereichen betrieben:
- Organismen der Wüste und deren Artenvielfalt
- Ökosysteme von Trockengebieten und deren Geo-Prozesse
- Vorbeugung gegen Verwüstung
- Klima und Klimawandel
- Angepasste Technologien
- Alternative Wege des Lebensunterhalts in Trockengebieten

Die Forschungsergebnisse werden als Informationsquelle für viele andere Projekte genutzt. Besonders die Langzeitmessungen und Beobachtung von Klima und Artenvielfalt, die teilweise kontinuierlich seit 50 Jahren aufgezeichnet werden, sind wertvolle Beiträge zu weltweiten naturwissenschaftlichen Erkenntnissen.
Das Kuiseb Basin Management Komitee nutzt beispielsweise die Forschungsergebnisse von Gobabeb um das Integrated Land and Water Management Program („Integriertes Land- und Wassermanagementprogramm“) durchzuführen.
2010 wurde die Namib Ecological Restoration and Monitoring Unit NERMU („Zusammenschluss für die Restauration und Überwachung der Ökologie der Namib“) in Gobabeb gegründet. Thema des Verbands ist der steigende Uranabbau und die zuvor benötigten Bodenprobenentnahmen in der Namib. Der Verband untersucht den damit zusammenhängenden Einfluss auf die Organismen. Es werden beispielsweise Untersuchungen mit dem Hartmann-Bergzebra  (Equus zebra hartmannae), der Husab-Eidechse (Pedioplanis husabensis) und hypolithischen (unter Steinen lebenden) Cyanobakterien durchgeführt.

## Ausbildung
Ausbildung ist eine Hauptfunktion des Gobabeb Training und Research Centers. Jährlich erhalten etwa 1.000 Teilnehmer Kurse in verschiedenen Fachbereichen.
Der Großteil der Teilnehmer sind Schüler und Studenten, es werden aber auch Landwirte, Privatpersonen, Vertreter von Gemeinschaften und interessierte Gruppen unterrichtet. Das Training ist praktisch orientiert und bietet viele Möglichkeiten selbst mitzuarbeiten. Die Kurse werden von Gobabeb-Mitarbeitern, Besuchsausbildern und lokalen, regionalen und internationalen Experten gegeben. Es werden Kurse in den Fachbereichen Management der natürlichen Ressourcen, Management von Trockengebieten, Verwüstung, Ökologie und angepasste Technologien angeboten.
Gobabeb bietet ebenfalls Langzeitausbildungen an, die bereits von 1800 Studenten genutzt wurden. Das Summer Desertification Program (SDP), das von 1993 bis 2005 stattfand, beinhaltete die praktische Konfrontation mit Themen wie Bodendegradation und deren bio-physikalische und sozio-ökonomischen Auswirkungen.
Mithilfe der Restgelder des SDP-Programmes wurde 2005 das Gobabeb In-Service Training (GIST), als Gemeinschaftsprojekt der Polytechnic of Namibia (Fachhochschule von Namibia) und Gobabeb, gegründet. Das GIST Forschungsprojekt lief über ein Semester (etwa 3 Monate) und beschäftigte sich mit einer Vielzahl an Themen rund um das Thema Ökologie der Namib.
2009 wurde das GIST-Programm zum GTRIP-Programm (Gobabeb Training and Research Internship Program) weiterentwickelt und war nun für alle namibische Studenten und ebenso für diejenigen, die kürzlich ihr Studium abgeschlossen haben, offen. Seit 2011 liegt der Schwerpunkt der GTRIP-Kurse auf der Restaurationsökologie der Namib-Wüste und trägt so zum Hauptziel der NERMU bei.
Auf Gobabeb leben ebenfalls nationale und internationale Praktikanten und Freiwillige.

## Angepasste Technologien

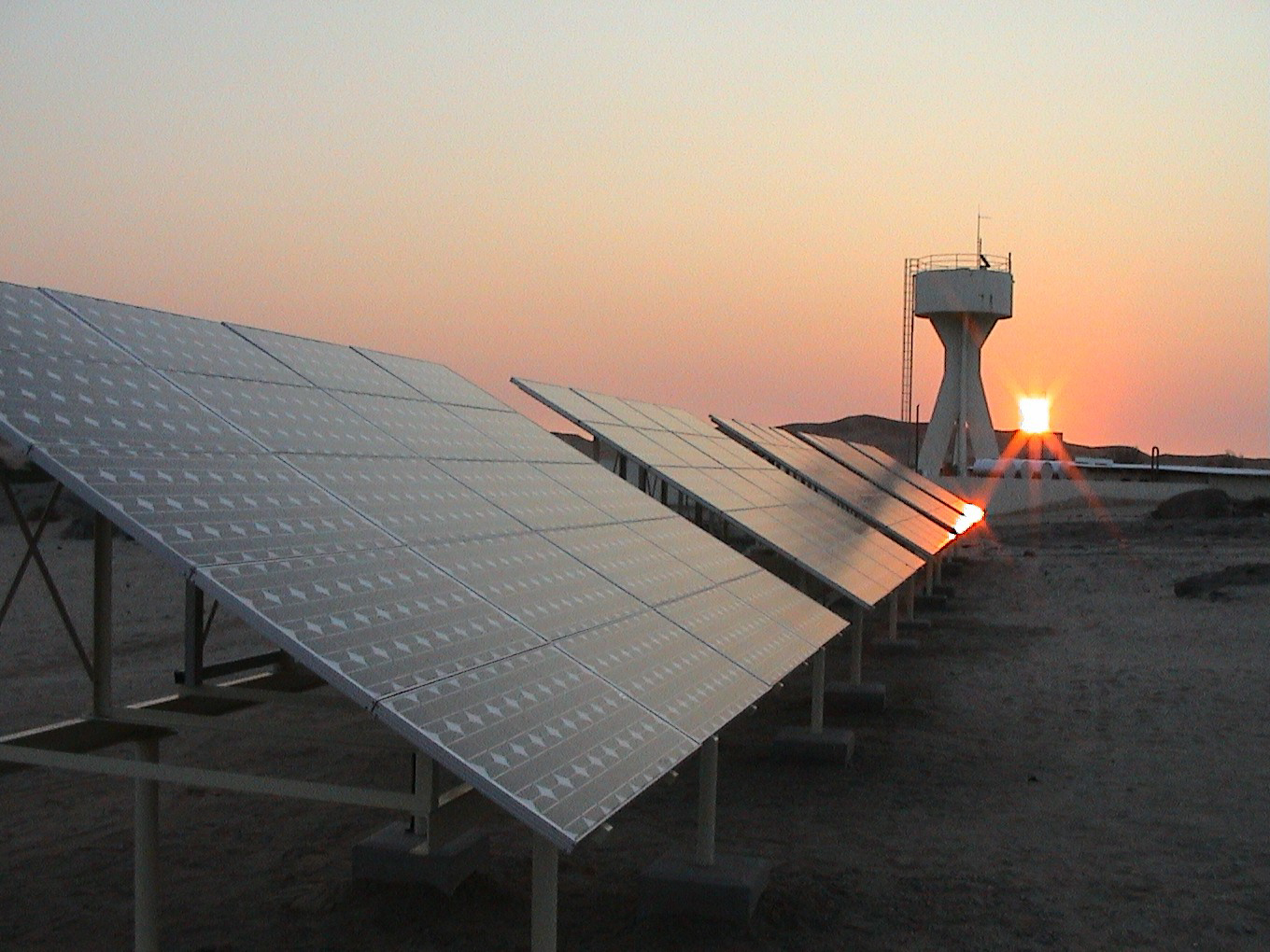
Ein Teil des „Demonstration Project at Gobabeb of Renewable Energy and Energy Efficiency“ (DeGREEE) Projekts: Die Solarzellenplatten

Das Gobabeb-Forschungscenter ist nach den Prinzipien der Nachhaltigkeit und der angepassten Technologien aufgebaut. Es ist ein Demonstrationsmodell, wie diese Technologien im Alltag auf kommerziellen und industriellen Ebenen genutzt werden können.
Auf Gobabeb sind folgende Systeme sind nach den Prinzipien der angepassten Technologien aufgebaut:
- Ein Solar-Diesel-Hybridenergiesystem. Es besteht aus 370 Solarzellenplatten, 60 Bleiakkumulatoren und 2 Dieselgeneratoren. Dank dieses Systems wird über 90 % der Energie die auf Gobabeb genutzt wird (hauptsächlich für Elektrizität und Erhitzung von Wasser) von der Sonne geliefert.
- Eine Wasserkläranlage. Das Gebrauchtwasser der Station wird mithilfe eines Rieselfilters gereinigt und wiederverwendet.
- Sammeln von Nebelwasser. Mithilfe spezieller Netze wird aus Nebel Wasser gewonnen. In einer nebelreichen Nacht kann ein Netz pro Quadratmeter bis zu 3,3 Liter Wasser auffangen. Diese Methode soll von den einheimischen Topnaar-Gemeinschaften entlang des Kuiseb-Flusses genutzt werden.
- Umweltfreundlicher Gebäudebau. Die neuen Gebäude der Station bestehen aus Lehmziegeln, die aus Schlamm des Kuiseb-Flusses gefertigt wurden. Die Wände der Gebäude sind thermisch ideal für die Wüste. Sie kühlen im Sommer und wärmen im Winter.
- Wiederverwertung von Müll. Der organische Müll von Gobabeb wird an die Ziegen der Topnaar-Gemeinschaft verfüttert. Recycelbarer Müll (wie Glas, Metall, Plastik und Papier) wird nach Walvis Bay zu Recycling-Unternehmen gebracht, die mit der Stadtverwaltung Walvis Bay verbunden sind.
- Kochen mit Solarenergie. Gobabeb nutzt zwei verschiedene Solarkocher-Modelle, die elektrizitätsunabhängig laufen: den „Box Cooker“ und den „Parabolic Cooker“.

## Bibliothek

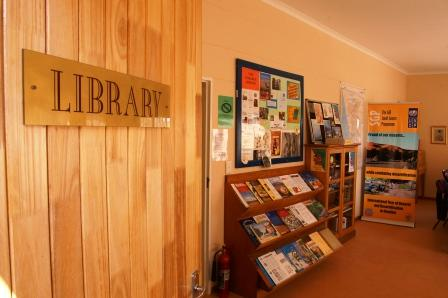
Die Bibliothek von Gobabeb

Die Gobabeb Center Library ist für Forscher, Schüler, Studenten, Gobabebangestellte und interessierte Besucher erbaut worden. Die Station wird jährlich von ca. 100 Wissenschaftler und 2.000 Schülern/Studenten besucht, von denen viele Gebrauch der Bibliothek machen. Die Bibliothek enthält Informationen zu Arbeiten, die in und um Gobabeb herum und in der Namib-Wüste erstellt wurden.
Charles Koch gründete die Bibliothek 1963 mit seiner ersten Gobabeb-Veröffentlichung Scientific Papers of the Namib Desert Research Station. Seither hat sich die Bibliothek zur größten Informationssammlung über Trockengebieten in den Fachbereichen Ökologie und Biologie in ganz Sub-Sahara-Afrika entwickelt. Sie ist das führende Informationszentrum über die Namib-Wüste, enthält darüber hinaus jedoch auch Informationen zu Wüsten weltweit. Die Informationen sind in 1780 Büchern, 18.790 veröffentlichten Publikationen und in 30 Journalen enthalten. Um den Zugriff für die Nutzer zu erleichtern, werden die Informationen momentan digitalisiert. Mithilfe der D-LIB wird es bald möglich sein, Zugriff auf Informationen der Gobabeb Center Library über das Internet zu haben.